# Hemiprotosuchus
Hemiprotosuchus is een geslacht van uitgestorven Protosuchidae uit de Los Coloradosformatie uit het Laat-Trias (Norien) van het Ischigualasto-Villa Unión Basin in het noordwesten van Argentinië, Zuid-Amerika. Het werd in 1969 benoemd door de Argentijnse paleontoloog José Bonaparte. De typesoort is Hemiprotosuchus leali. 
Het holotype PVL 3829 is een gedeeltelijk skelet.